# Tien jaar vroeger - tien jaar later
Tien jaar vroeger - tien jaar later is een hoorspel van André Kuyten. De NCRV zond het uit op vrijdag 17 november 1967. De regisseur was Johan Wolder. De uitzending duurde 40 minuten.

## Rolbezetting
- Paul van der Lek (Johan Schrover)
- Hans Dagelet (Simon, z’n zoon)
- Corry van der Linden (Maria Luisa)
- Willy Ruys (Ton Houtman, een vriend van Rover)
- Wim van der Grijn (een journalist)
- Joke Hagelen (een journaliste)
- Martin Simonis (een kelner)

## Inhoud
Na hij tien jaar onder de verschroeiende zon van Zuid- en Noord-Amerika heeft doorgebracht, is de schrijver-journalist Johan Schrover  naar Amsterdam teruggekomen. Terug naar de terreur van het middelmatige, zoals hij het noemt, naar de geërgerde verdraagzaamheid. Zijn nieuwe boek speelt op een niet nader aangeduid eiland in Zuid-Amerika. Het gaat over een vrijheidsstrijder, die aan het succes van zijn opstand te gronde gaat. De hoofdfiguur Charago rebelleert en realiseert zich zijn mislukking. Heeft Johan Schrover deze Charago persoonlijk gekend? Of bestaat Charago niet? Is Johan Schrover zélf Charago? Hij zit op zijn hotelkamer in Amsterdam, in gedachten verzonken… Hij realiseert zich dat hij zich heeft vergist. Er is niets meer waarin hij geloven kan. Hij is zélf niets meer. Hij haat zichzelf, op de manier waarop Charago zichzelf haat als hij niet langer bewogen wordt door de opstand, door zijn idealen. Er is maar één uitweg voor hem. Het lot heeft hem en Charago bij elkaar gebracht. Heeft hij óók niet ergens een kleine revolver? Hij weet best dat die revolver er is en hij weet precies hoe zo’n ding aanvoelt als je de loop tegen je slaap zet… Gedachten flitsen hem door het hoofd. Stel je nu even voor, Johan Schrover, dat jij  Charago bent. Die is een man, die is niet laf. Charago moet dood. Of niet? Dan wordt er op de deur geklopt, eerst zacht, dan luider…